# Applause Riddim
Der Applause Riddim ist ein Dancehall-Riddim. Produziert wurde er vom Jamaikaner Rohan „Snow cone“ Fuller im Jahr 2004. Er ist auf dem Label Jah Snowcone und 2005 auf der Serie Riddim Driven des Labels VP Records erschienen. Auf dem Riddim aufbauend hat der Jamaikaner Sean Paul seinen weltweiten Hit Temperature produziert. Auch viele andere bekannte Dancehallkünstler haben Songs auf dem Riddim gesungen bzw. getoastet, u. a. Wayne Wonder, Sizzla und Beenie Man.

## Beschreibung
Der elektronisch produzierte Riddim beginnt mit einem Handclap (einem Klatschgeräusch), welcher auch während des gesamten Liedes dominierend hervortritt, und der elektronisch summenden Melodie einer TB-303. Die dann einsetzende Melodie besteht aus tiefen, basslastigen Tönen und wird von einer immer wieder aus- und einsetzenden Glockenmelodie begleitet. Der Track ist mit einem wechselnden Hi-Hat-Rhythmus unterlegt und wird von einer stumpf klingenden Bassdrum begleitet, die je 4/4-Takt dreimal anschlägt. Diese geht fließend in durchgehende 4/4-Anschläge über.

## Künstler/Lied
| Interpret                | Titel                        | Jahr |
| ------------------------ | ---------------------------- | ---- |
| Rohan "Snow cone" Fuller | Applause Riddim Instrumental | 2004 |
| Assassin                 | Don't Like You               | 2004 |
| Beenie Man               | Clear Yuh Mind               | 2004 |
| Bling Dawg               | Nuh Trust Dem                | 2004 |
| Capleton                 | Stray Bullet                 | 2005 |
| Damion Garth             | Sexelent                     | 2004 |
| Danny English & Mr Phang | We Work Gyal                 | 2004 |
| Delly Ranks              | Point Pan A Gal              | 2004 |
| Desperado                | Line Up                      | 2004 |
| Elephant Man             | Rrruh                        | 2004 |
| Fire Passion             | Grudgeful                    | 2004 |
| Frisco Kid               | Hypocrite Smile              | 2004 |
| Greg Hines               | Waan Dis                     | 2004 |
| KB                       | How Wi Stay                  | 2005 |
| KB                       | Tek Dat                      | 2003 |
| Kiprich                  | Tek Time                     | 2004 |
| Kiprich & Wesley Diamond | Life Of A Gangsta            | 2003 |
| L.O.C.                   | Ring Ding Ding               | 2004 |
| Mad Cobra                | Tell Anyone                  | 2004 |
| Mad Cobra & Delicious    | Put It Back                  | 2004 |
| Martina                  | Private Dance                | 2004 |
| Mr. Vegas & Flava        | You're The Wife              | 2004 |
| Rayvon                   | Last Night                   | 2004 |
| Red Rat                  | Shake That                   | 2004 |
| Rikrok                   | Tell Me Why                  | 2005 |
| Sean Paul                | Temperature                  | 2004 |
| Shano                    | Lightning Flash              | 2004 |
| Sizzla                   | Run Out Pan Dem              | 2004 |
| Spotlight                | Love Fi Si We                | 2004 |
| Spragga Benz             | Run Tings                    | 2004 |
| Spragga Benz & Nathan    | Blazing                      | 2004 |
| T.O.K.                   | Imposter                     | 2005 |
| Tamone                   | Touch The Sky                | 2004 |
| Turbulence               | Need To Know                 | 2005 |
| Voicemail & Snow Cone    | Round Of Applause            | 2004 |
| Wayne Wonder             | Eyes On You                  | 2005 |